# Brodarica
Brodarica, brodawica – serbsko-chorwacki i bułgarski demon słowiański; rodzaj wił.
Posiadała kobiecą postać, zamieszkiwała zbiorniki wodne – głównie brody i płycizny. Strzegła te miejsca przed człowiekiem. 